# Mah Meri
 (octobre 2023).
Si vous disposez d'ouvrages ou d'articles de référence ou si vous connaissez des sites web de qualité traitant du thème abordé ici, merci de compléter l'article en donnant les références utiles à sa vérifiabilité et en les liant à la section « Notes et références ».

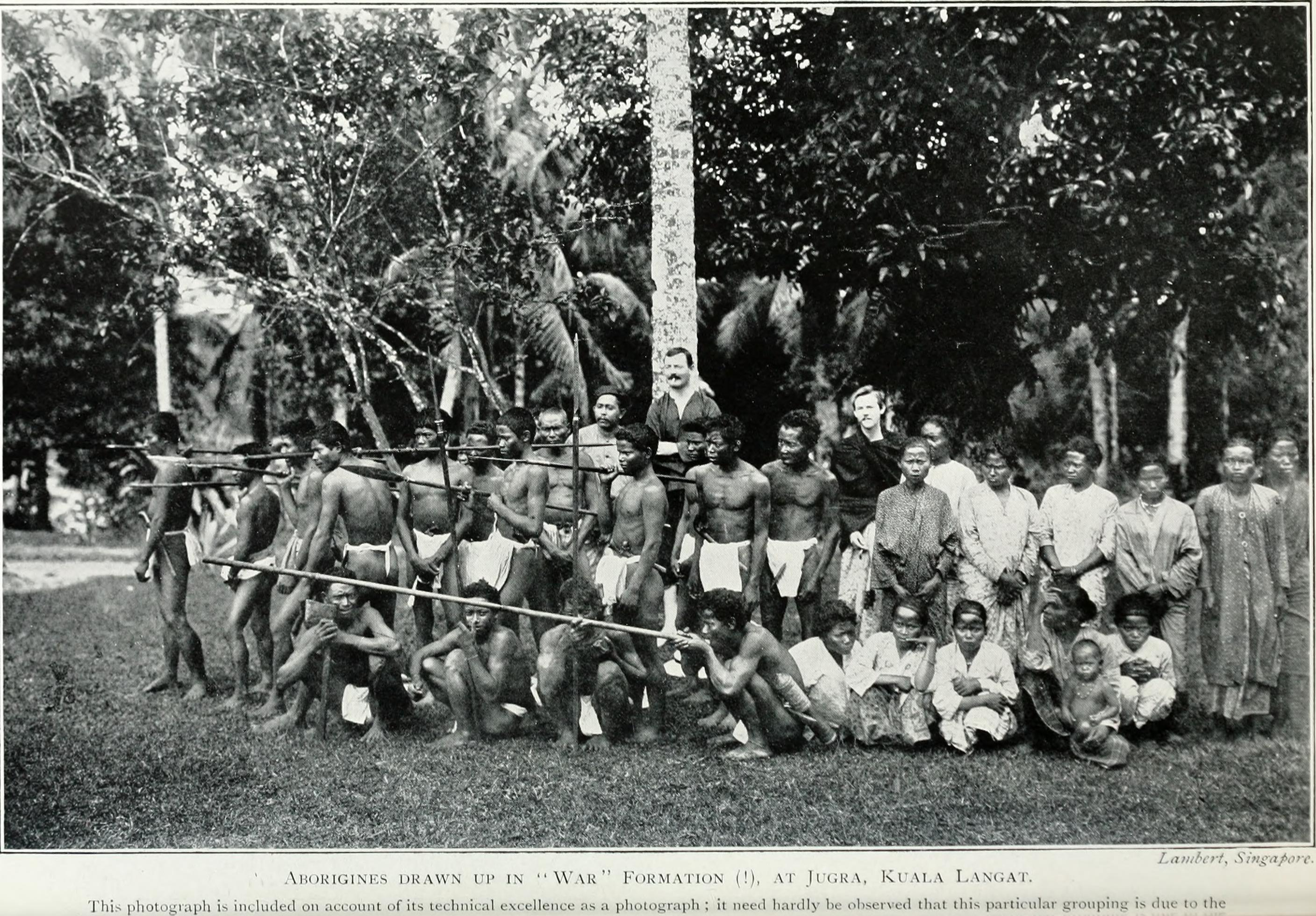
Un groupe de Mah Meri (photo publiée en 1906).

Les Mah Meri, aussi appelés Besisi ou Cellate,  sont une population autochtone de la péninsule Malaise. À ce titre, ils sont catégorisés Orang Asli ("gens des origines") par le gouvernement malaisien. Au nombre de 1356 selon D. Bradley (2000), ils habitent la région du littoral de l'État de Selangor et la région de Malacca. 

## Langue
La langue des Mah Meri, le besisi, appartient au groupe dit des langues asliennes des langues môn-khmer.